# شهرداری یانپیلس
شهرداری یانپیلس (به لاتین: Jaunpils Municipality) یک شهرداری در لتونی است. شهرداری یانپیلس ۲٬۸۱۴ نفر جمعیت دارد.